# Ефект диспозиції
Ефект диспозиції є ненормальним явищем у поведінкових фінансах. Це пов'язано з тим, що інвестори, як правило, продають активи, вартість яких зросла, зберігаючи при цьому активи, які здешевшали.
Херш Шефрін і Меїр Статман визначили та назвали цей ефект у своїй роботі 1985 року, в якій виявлено, що люди не люблять втрачати більше, ніж вигравати. Ефект диспозиції описується як одна з найпотужніших дій індивідуальних інвесторів, оскільки інвестори будуть тримати знецінені акції, але продавати акції, які зросли в ціні.
У 1979 році Деніел Канеман і Амос Тверскі простежили причину цієї тенденції до так званої «теорії перспектив». Теорія перспективи припускає, що коли людині пропонують два ідентичних варіанти, один з потенційними вигодами, а інший з потенційними втратами, людина, швидше за все, вибере перший варіант, навіть якщо обидва дадуть однакові економічні результати.
Ефект диспозиції можна мінімізувати за допомогою психологічного методу, який називається «гедонічним каркасом».

## Огляд
Ніколас Барберіс і Вей Сюн описують вплив диспозиції, оскільки операції з індивідуальними інвесторами є однією з найважливіших реалій. Цей ефект фіксується у всіх доступних базах даних транзакцій окремих інвесторів і пов'язаний з основними ціновими явищами, такими як дрейф після повернення та імпульс на рівні акцій. За інших умов, наприклад, на ринку нерухомості, також визначено вплив замовлень.
Барберіс зазначив, що через реальність динаміки фондового ринку ефект диспозиції не є раціональною поведінкою, тобто акції, які показали хороші результати протягом останніх шести місяців, можуть показати хороші результати протягом наступних шести місяців, тоді як акції, які працюють погано. Останні шість місяців, як правило, погано розвиваються в наступні шість місяців. У цьому випадку було б раціонально тримати акції, вартість яких нещодавно зросла, і продавати акції, вартість яких нещодавно впала. Однак індивідуальні інвестори часто роблять навпаки.
Олександр Джоші підсумував ефект диспозиції як тенденцію інвесторів втрачати позиції довше, ніж вони завойовують позиції, і сказав, що інвестори пояснюють ризиковану поведінку запобіганням невдахам, тому що вони не люблять збитків і бояться їх запобігти. Крім того, інвестори захочуть фіксувати кошти, продаючи переможців, щоб продемонструвати неризикову поведінку.
Дейзі і Зєлонка показують, що незважаючи на ефект вибуття, чим вище рівень волатильності курсу акцій, тим більша ймовірність, що інвестори продадуть акції невдахам. Цей результат пояснив панічні розпродажі акцій під час обвалу ринку.

## Шефрін і Стетман вивчають
Херш Шефрін і Меір Статман відкрили і назвали цей ефект у 1985 році. У своєму дослідженні Шеффрін і Стетман вказали, що люди не люблять шкоду, а люблять приносити користь. Люди можуть грати в азартні ігри. Тому інвестори будуть енергійно продавати зростаючі акції, зберігаючи при цьому акції, які впали в ціні. Дослідники придумали термін «ефект диспозиції», щоб описати цю тенденцію утримувати акції, які занадто довго втрачали гроші, і занадто швидко продавати акції, що приносять хороші результати. Шеффрін у розмовній мові описав це як «схильний до гепатиту». Джон Р. Нофсінгер сказав, що такий тип інвестиційної поведінки є продуктом бажання уникнути милосердя та бажання пишатися.

## Теорія перспективи
На основі висновків дослідників у 1979 році вперше було відстежено та названо причини впливу Деніеля Канемана та Амоса Тверського на так звану «теорію погляду». Канеман і Тверський вважають, що в порівнянні з однаковою сумою виграшу втрата спричинить більше впливу на емоційні відчуття людини. Тому рішення людей ґрунтуються не на уявних втратах, а на уявних виграшах. Це означає, що якщо вони зіткнулися з двома ідентичними виборами, один з яких описується можливим прибутком, а інший — можливим збитком, вони виберуть перший варіант, навіть якщо обидва дають однаковий економічний кінцевий результат. Наприклад, хоча чистий результат отримання 50 доларів такий же, як чистий результат отримання 100 доларів, а потім втрати 50 доларів, люди схильні приймати перший випадок, а не другий.
У дослідженні Канемана і Тверського учасники описали дві ситуації. По-перше, у них є 1000 доларів, і вони повинні вибрати між двома варіантами. Згідно з першим варіантом А, вони мають 50 % шанс отримати 1000 доларів США і 50 % шанс отримати 0 доларів; згідно з іншим варіантом-B вони матимуть 100 % шанс отримати 500 доларів. У другому випадку вони мають 2000 доларів США, і вони повинні вибрати варіант А (50 % шанс втратити 1000 доларів США і шанс 50 %) або варіант Б (100 % шанс втратити 500 доларів). Більшість учасників обрали «В» у першій сцені та «А» у другій сцені. Це свідчить про те, що люди готові погодитися на прийнятну суму доходу (хоча у них є можливість заробляти більше). Однак люди готові брати участь у ризикованих видах діяльності, які можуть зменшити збитки. У певному сенсі люди цінують втрати більше, ніж ту саму суму виграшів. Це явище називається «функцією асиметричного значення», що означає, що біль втрати більше, ніж той самий рівень виграшу.
Теорія перспективи може пояснити деякі явища: наприклад, люди не бажають вкладати гроші в банки, навіть якщо вони отримують відсотки, або люди вирішують не працювати понаднормово, тому що їм доводиться платити вищі податки. Очевидно, що це також є основою ефекту утилізації. В обох випадках, які Канеман і Тверскі показали учасникам дослідження, учасники намагалися отримати гарантовану вигоду без ризику. Така поведінка чітко пояснює, чому інвестори отримали прибуток на фондовому ринку передчасно.

## Уникнення ефекту диспозиції
Ефект диспозиції можна мінімізувати за допомогою психологічного методу, який називається «гедонічним каркасом». Наприклад, люди можуть спробувати змусити себе думати про великий виграш як про невелику суму прибутку, про серію менших втрат як про велику втрату і поєднання великих виграшів і малих програшів. Як чистий незначний прибуток, у разі поєднання великих збитків і незначних прибутків, обидва розглядаються окремо. Так само, коли інвестори бачать свої інвестиції як прогрес у досягненні конкретної інвестиційної мети, а не як загальні інвестиції, вони покажуть протилежний ефект.